# Pujŏllyŏng-sanjulgi
Pujŏllyŏng-sanjulgi är en bergskedja i Nordkorea. Den ligger i den nordöstra delen av landet, 290 km nordost om huvudstaden Pyongyang.
Pujŏllyŏng-sanjulgi sträcker sig 128 km i nord-sydlig riktning. Den högsta toppen är Puksubaek-san, 2 522 meter över havet.